# S1mple
Олександар Олегович Костиљев (укр. Олександр Олегович Костильєв; Кијев, 2. октобар 1997), познатији под називом s1mple, професионални је играч видео-игре Counter-Strike: Global Offensive. Пензионисао се крајем 2024. године. Долази из Украјине и многи га сматрају за једног од најбољих играча у историји игре.

## Почеци
Костиљев је рођен 2. октобра 1997. године у Кијеву, у Украјини. Counter-Strike је почео да игра са четири године, на препоруку свог старијег брата. Counter-Strike: Global Offensive је почео да игра одмах након изласка игре 2012. године, а првом професионалном тиму се прикључио годину дана касније.

## Каријера
Први професионални тим за који је заиграо се звао LAN DODGERS, али је убрзо потписао за организацију Courage Gaming. Септембра 2014. године се придружио организацији Hellraisers. У то време, у тиму је играо Јегор "markeloff" Маркелов, Олександров идол.
Након само четири месеца проведених у организацији Hellraisers, S1mple је отпуштен након својих непримерених коментара о Немцима и након сазнања о бану од стране платформе ESL за читовање. Бан је продужен до 2016. године због његовог покушаја да игра под другим именом. У професионалној заједници постоје сумње да је бан добијен у игри Counter-Strike: Global Offensive. Он тврди да је бан из игре Counter Strike 1.6. ESL се није огласио у вези ове ситуације. 
S1mple је убрзо потписао за организацију Flipsid3 Tactics. У овом периоду каријере, био је познат као веома „токсична” особа, односно никоме није било пријатно док игра са њим.
Након веома кратког студирања кинеског језика, s1mple се сели у Америку где потписује за Team Liquid.  Улогу у овом трансферу је имао Спенсер „Hiko” Мартин, који се спријатељио са Олександром. Играли су у полуфиналу свог првог мејџора, MLG Major Championship: Columbus, на којем је s1mple остао запамћен по легендарном моменту. Упркос резултатима, он напушта тим, а као разлог је навео да му недостаје кућа и породица. Убрзо се поново прикључио тиму, и овај пут су стигли до финала  ESL One Cologne 2016. Овиме су постали први северноамерички тим који је дошао до финала мејџора.
Након што је напустио Team Liquid, придружио се екипи Natus Vincere. Освојили су  ESL One: New York 2016. На првом мејџору у 2017. години, ELEAGUE Major 2017, Natus Vincere је изгубио од екипе Astralis у четвртфиналу. Након испадања у групној фази турнира PGL 2017 Krakow Major Championship, на клупу су стављени Ладислав „Guardian” Ковач и Денис „seized” Костин. У тим је доведен Денис „electronic” Шарипов. Година 2018. је почела добро, дошли су до полуфинала мејџора ELEAGUE Major: Boston 2018.
Убрзо након тога, бразилска организација SK Gaming је покушала да доведе играче s1mple i flamie. Након пораза у два узастопна финала на турнирима Starladder & i-League StarSeries Season 4 и Dreamhack Masters Marseille, Na'Vi је освојио StarSeries & i-League Season 5 и убрзо након тога и  CAC 2018 и ESL One Cologne 2018.
Последњи турнир који су освојили у 2018. години је био BLAST Pro Series: Copenhagen 2018, a s1mple је поново вио МVP. На крају 2018. године s1mple је проглашен за најбољег играча у свету. Следећа промена у тиму се десила 29. маја 2019. године када је доведен Кирил „Boombl4” Микхаилов.

## Запажени резултати
- трећи на турниру MLG Major Championship: Columbus[25]
- други на турниру ESL One Cologne 2016[26]
- први на турниру ESL One: New York 2016[14]
- трећи на турниру StarSeries Season 3[27]
- трећи на турниру ESL One Cologne 2017[28]
- трећи на турниру ELEAGUE Major: Boston 2018[16]
- други на турниру DreamHack Masters Marseille 2018[29]
- први на турниру StarSeries Season 5[30]
- први на турниру CAC 2018[31]
- први на турниру ESL One Cologne 2018[21]
- трећи на турниру ELeague CS:GO Premier 2018[32]
- други на турниру FACEIT Major: London 2018[33]
- други на турниру EPICENTER 2018[34]
- други на турниру BLAST Pro Series: Lisbon 2018[35]
- трећи на турниру IEM Katowice 2019[36]
- први на турниру StarSeries Season 7[37]
- први на турниру IEM Katowice 2020[38]
- први на турниру BLAST Premier Global Final 2020[39]
- први на турниру DreamHack Spring 2021[40]
- први на турниру StarLadder CIS RMR 2021[41]
- први на турниру IEM Cologne 2021[42]
- први на турниру ESL Pro League Season 14[43]
- први на турниру PGL Major Stockholm 2021[44]
- први на турниру BLAST Premier Fall Final 2021[45]
- први на турниру BLAST Premier World Final 2021[46]
- трећи на турниру IEM Katowice 2022[47]

## Награде и признања

### Рангирање
- четврти у свету 2016. године[48]
- осми у свету 2017. године[49]
- први у свету 2018. године[23]
- други у свету 2019. године[50]
- други у свету 2020. године[50]
- први у свету 2021. године[51]

### МVP
- ESL One New York 2016[52]
- DreamHack Winter 2017[53]
- StarSeries Season 4, 2018[54]
- StarSeries Season 5, 2018[19]
- ESL One Cologne 2018[21]
- Dreamhack Masters Marseille 2018[18]
- CS:GO Asia Championships 2018[20]
- BLAST Pro Series Copenhagen 2018[22]
- StarSeries Season 7, 2019[55]
- IEM Katowice 2020[56]
- ESL Pro League Season 12 Europe[57]
- BLAST Premier Global Final 2020[58]
- DreamHack Masters Spring 2021[59]
- StarLadder CIS RMR 2021[60]
- IEM Cologne 2021[61]
- ESL Pro League Season 14[62]
- PGL Major Stockholm 2021[63]
- BLAST Premier Fall Final 2021[64]
- BLAST Premier World Final 2021[65]

### Друге награде
Трећа сезона Intel Grand Slam-а, Esports Awards PC Player of the Year, 2018